# ブローチ (装身具)

19世紀の金のブローチ。ベログラトチク歴史博物館、ブルガリア

ブローチ（英語: brooch）とは、衣服に装着するようにつくされた、宝飾装身具である。古代のものは「フィビュラ」と呼ばれ、「ブローチ」とは混同されない。ブローチは通常金属で作られ、銀や金の貴金属以外にも、ブロンズのような素材で作られることもある。エナメルや宝石で装飾され、ストマッカーのように単に装飾のために用いられることもあれば、外套などを留める留め具の機能のために用いられることもある。
最も初期のブローチは、青銅器時代にすでに存在したことがわかっている。その流行の移り変わりがかなり激しかったので、ブローチは年代を知る重要な指標となり得る。
フィビュラはローマ人やギリシア人、あるいはケルト民族や移動民族によって、ヨーロッパで青銅器時代初期より使用されていた装飾的な留め具である。遅くとも800年ごろには、骨など、新石器時代の腐食しやすい素材がフィビュラに取って代わった。
フィビュラは有用なオブジェである。地方的類型を慎重に列挙すれば、フィビュラの年代や分布状態により、貨幣や陶片によるものとも違う年代測定が可能になる。
フィビュラは大きな安全ピンのような形をしており、衣類を留めてずりおちないようにするために使われた。様々な種類があり、民族衣装がローマ風に統一されるまでは、着用する者の民族性や身分など、そのアイデンティティを示す非常に重要なアイテムであった。精巧にデザインされたフィビュラは古代衣装において重要な部分を占め、よりシンプルなフィビュラはローマ軍の軍備の一部となっていた。

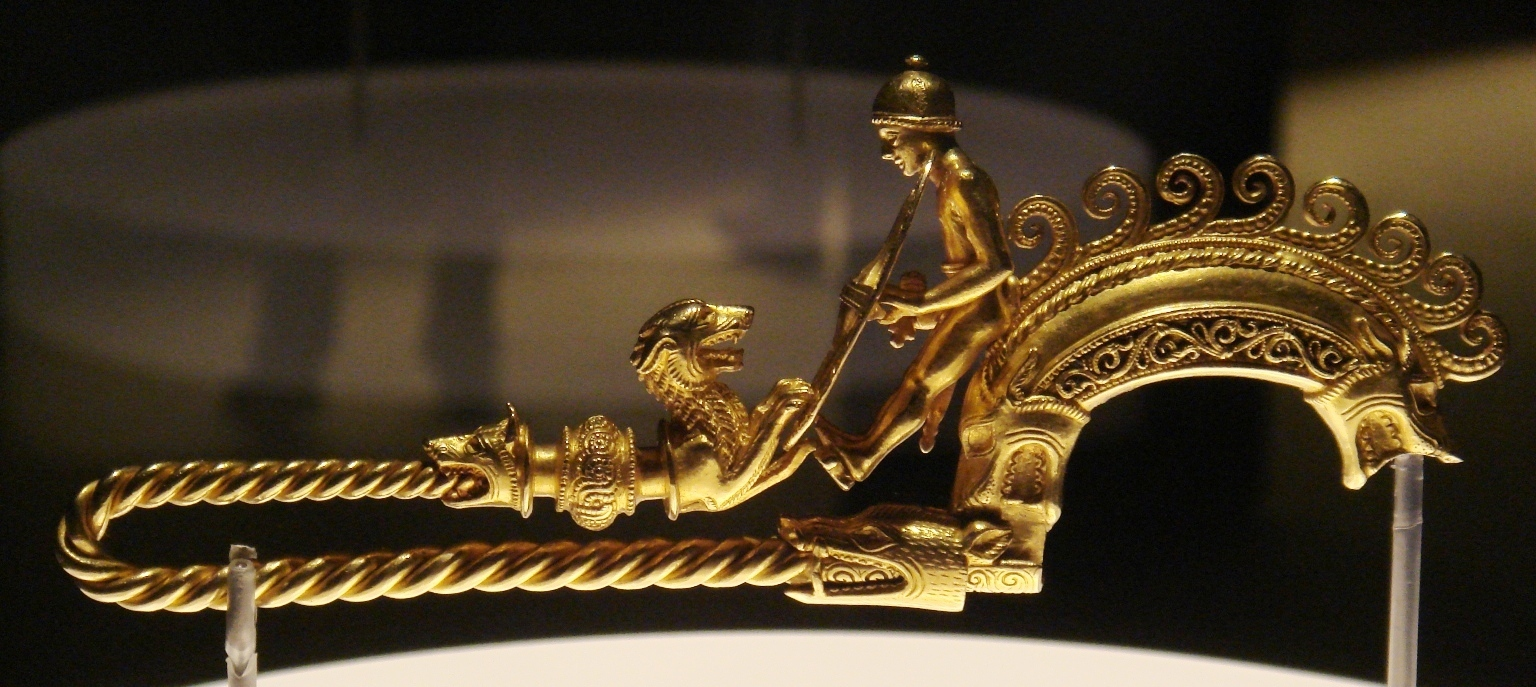
ブラガンザのフィビュラ、ヘレニズム、紀元前250-200年、大英博物館

同じタイプのフィビュラが、ローマの長城・リーメスのローマ居住側とバヴァリア居住側の両方から発見されている。
地位を表すようなデザインに見られる文化的な相互作用は、非常に複雑である。
例を挙げると、ローレンス・ニースは「中世初期の芸術」で、スティリコと彼の取り巻きを刻んだ象牙のディプティクに見られるフィビュラについて、こう述べている
。

「スティリコと彼の息子が着用し、またターシアス2世（Turcius Secundus）が着用したフィビュラのタイプは、一般にバヴァリアンと呼ばれる新しいゲルマン語派が、帝国の権威の象徴を真似て作った金属作品にも見られる。
このタイプのフィビュラはケルト民族を起源とし、ローマ貴族によって異国趣味なファッションとして取り込まれ、ローマの重要な紋章に'帰化'したのちにローマ外に輸出されたとも考えうる。」

このフィビュラは通常はブロンズ製で、時に貴金属で作られ、まれには宝石が散りばめられた。鷲のフィビュラはしばしばペアで着用され、太陽崇拝を賛美し、多神教の民族の間でも一般的である。
古代のフィビュラは、多くの場合保存状態が良く、入手も困難ではないため、重要なコレクターズアイテムとなっている。その文化的背景を考慮に入れずとも、様々な装飾や形態など、フィビュラは未だ魅力的な存在であるといえる。